# Bernardo Baloyes
Bernardo Baloyes Navas (* 6. Januar 1994 in San Bernardo del Viento) ist ein kolumbianischer Leichtathlet, der sich auf die Sprintdisziplinen fokussiert hat. Er ist unter anderem zweifacher Südamerikameister im 200-Meter-Lauf.

## Sportliche Laufbahn
Bernardo Baloyes tritt seit 2010 in Sprintwettkämpfen an. 2011 wurde er Kolumbianischer U18-Meister über 200 und 400 Meter. In diesen Disziplinen trat er im Juli auch bei den U18-Weltmeisterschaften in Lille an. Während er über 400 Meter nach dem Vorlauf disqualifiziert wurde, zog er über 200 Meter in das Halbfinale ein, in dem er als Fünfter seines Laufes ausschied. Einen Monat später trat er bei den U20-Südamerikameisterschaften in seiner kolumbianischen Heimat an. Dabei gewann er über 400 Meter und mit den 4-mal-100- und der 4-mal-400-Meter-Staffel jeweils die Silbermedaille. Im Oktober steigerte er seines Bestzeit über 200 Meter auf 21,17 s. 2012 gewann Baloyes bei den Kolumbianischen U23-Meisterschaften über 200 und 400 Meter jeweils eine Goldmedaille, wobei er seine 200-Meter-Bestzeit bis auf 20,48 s verbesserte. Über 200 Meter und mit der 4-mal-100-Meter-Staffel ging er im September bei den U23-Südamerikameisterschaften in São Paulo an den Start, bei denen er in beiden Disziplinen jeweils Silber gewann. 2013 siegte er erstmals bei den Kolumbianischen Meisterschaften der Erwachsenen. Im Juli nahm er erstmals an den Südamerikameisterschaften der Erwachsenen teil, bei denen er über 200 Meter die Silbermedaille gewinnen konnte. Nachdem er sich im Juni auf 20,46 s steigerte, qualifizierte er sich für die im August stattfindenden Weltmeisterschaften in Moskau. Dort schied er mit weit abgeschlagen nach dem Vorlauf aus.
2014 verteidigte Baloyes erfolgreich seines nationalen Meistertitel, trat in jenem Jahr dennoch bevorzugt über 400 Meter an. Bei den U23-Südamerikameisterschaften in Uruguay konnte er Silber gewinnen. Zudem gewann er mit der Staffel eine Bronzemedaille. Im November trat er bei den Zentralamerika- und Karibikspielen in Mexiko an, bei denen er mit der Staffel eine weitere Bronzemedaille gewinnen konnte. 2015 nahm er mit der Staffel an den IAAF World Relays auf den Bahamas teil, bei denen sie allerdings nicht über den Vorlauf hinauskamen. Insgesamt belegte das Quartett den 18. Platz. Im Juli nahm er in Toronto erstmals an Panamerikanischen Spielen teil, bei denen er über 200 Meter als Sechster seines Laufes nach dem Vorlauf ausschied. Zuvor steigerte er im Mai seine Bestzeit auf 20,37 s. 2016 trat Baloyes bei den Olympischen Sommerspielen in Rio de Janeiro an. Nachdem er allerdings nicht über eine Zeit von 20,78 s hinauskam, schied er als Letzter seines Vorlaufes aus.
2017 steigerte Baloyes seine Bestzeit bei den Kolumbianischen Meisterschaften auf 20,11 s, mit denen er seinen insgesamt dritten Meistertitel über diese Distanz gewann. Im Juni nahm er an den Südamerikameisterschaften in Asunción teil. Im Finale setzte er sich gegen die Konkurrenz durch und krönte sich zum Südamerikameister im 200-Meter-Lauf. Mit der 4-mal-100-Meter-Staffel gewann er zudem die Silbermedaille. Bei den Weltmeisterschaften in London war er, wie bereits 2013, ebenfalls chancenlos im Vorlauf. 2018 nahm Baloyes über 200 Meter sowie mit beiden Staffeln an den Südamerikaspielen in Bolivien teil. Während er über 200 Meter zu Bronze lief, gewann er in den Staffelwettbewerben jeweils die Goldmedaille, zusammen mit seinen Mannschaftskameraden. Im Juli nahm er in der Heimat an seinen insgesamt zweiten Zentralamerika- und Karibikspielen teil. Mit der 4-mal-400-Meter-Staffel gewann er die Goldmedaille und belegte zudem den sechsten Platz mit der 4-mal-100-Meter-Staffel. Über 200 Meter lief er im Halbfinale in 20,00 s persönliche Bestzeit, die seitdem den Nationalrekord Kolumbiens bilden. Im Finale gewann er mit 20,13 s eine weitere Goldmedaille. Im Mai 2019 trat er bei den Südamerikameisterschaften in Lima an. Dabei gelang es ihm seinen Titel im 200-Meter-Lauf erfolgreich zu verteidigen. Mit der 4-mal-100-Meter-Staffel gewann er zudem noch eine Bronzemedaille. Nachdem er nach dem Vorlauf bei den Panamerikanischen Spielen disqualifiziert wurde, trat er Ende September bei den Weltmeisterschaften in Doha an. Dort verpasste er als Fünfter seines Vorlaufs den Einzug in das Halbfinale. 2021 sollte er in Tokio zum zweiten Mal bei den Olympischen Sommerspielen an den Start gehen, konnte den Vorlauf über 200 Meter allerdings nicht bestreiten.

## Wichtige Wettbewerbe
| Jahr                  | Veranstaltung                     | Ort                   | Platz                 | Disziplin             | Zeit                  |
| Startet für Kolumbien | Startet für Kolumbien             | Startet für Kolumbien | Startet für Kolumbien | Startet für Kolumbien | Startet für Kolumbien |
| --------------------- | --------------------------------- | --------------------- | --------------------- | --------------------- | --------------------- |
| 2011                  | U18-Weltmeisterschaften           | Lille                 | 15.                   | 200 m                 | 21,59 s               |
| 2011                  | U20-Südamerikameisterschaften     | Medellín              | 2.                    | 400 m                 | 47,05 s               |
| 2011                  | U20-Südamerikameisterschaften     | Medellín              | 2.                    | 4 × 100 m             | 40,08 s               |
| 2011                  | U20-Südamerikameisterschaften     | Medellín              | 2.                    | 4 × 400 m             | 3:08,71 min           |
| 2012                  | U23-Südamerikameisterschaften     | São Paulo             | 2.                    | 200 m                 | 20,87 s               |
| 2012                  | U23-Südamerikameisterschaften     | São Paulo             | 2.                    | 4 × 100 m             | 40,14 s               |
| 2013                  | Südamerikameisterschaften         | Cartagena             | 2.                    | 200 m                 | 20,71 s               |
| 2013                  | Weltmeisterschaften               | Moskau                | 54.                   | 200 m                 | 22,87 s               |
| 2014                  | U23-Südamerikameisterschaften     | Montevideo            | 2.                    | 400 m                 | 46,11 s               |
| 2014                  | U23-Südamerikameisterschaften     | Montevideo            | 3.                    | 4 × 400 m             | 3:11,95 min           |
| 2014                  | Zentralamerika- und Karibikspiele | Veracruz              | 11.                   | 400 m                 | 47,03 s               |
| 2014                  | Zentralamerika- und Karibikspiele | Veracruz              | 3.                    | 4 × 400 m             | 3:02,52 min           |
| 2015                  | IAAF World Relays                 | Nassau                | 18.                   | 4 × 400 m             | 3:06,48 min           |
| 2015                  | Panamerikanische Spiele           | Toronto               | 20.                   | 200 m                 | 20,89 s               |
| 2016                  | Olympische Sommerspiele           | Rio de Janeiro        | 58.                   | 200 m                 | 20,78 s               |
| 2017                  | Südamerikameisterschaften         | Asunción              | 1.                    | 200 m                 | 20,36 s               |
| 2017                  | Südamerikameisterschaften         | Asunción              | 2.                    | 4 × 100 m             | 39,67 s               |
| 2017                  | Weltmeisterschaften               | London                | 39.                   | 200 m                 | 20,86 s               |
| 2018                  | Südamerikaspiele                  | Cochabamba            | 3.                    | 200 m                 | 20,28 s               |
| 2018                  | Südamerikaspiele                  | Cochabamba            | 1.                    | 4 × 100 m             | 38,97 s               |
| 2018                  | Südamerikaspiele                  | Cochabamba            | 1.                    | 4 × 400 m             | 3:04,78 min           |
| 2018                  | Zentralamerika- und Karibikspiele | Barranquilla          | 1.                    | 200 m                 | 20,13 s               |
| 2018                  | Zentralamerika- und Karibikspiele | Barranquilla          | 6.                    | 4 × 100 m             | 39,17 s               |
| 2019                  | Südamerikameisterschaften         | Lima                  | 1.                    | 200 m                 | 20,42 s               |
| 2019                  | Südamerikameisterschaften         | Lima                  | 3.                    | 4 × 100 m             | 39,94 s               |
| 2019                  | Panamerikanische Spiele           | Lima                  |                       | 200 m                 | DQ                    |
| 2019                  | Weltmeisterschaften               | Doha                  | 33.                   | 200 m                 | 20,64 s               |
| 2021                  | Olympische Sommerspiele           | Tokio                 |                       | 200 m                 | DNS                   |

## Persönliche Bestleistungen
Freiluft
- 100 m: 10,18 s, 18. Mai 2019, Barranquilla
- 200 m: 20,00 s, 31. Juli 2018, Barranquilla, (kolumbianischer Rekord)
- 400 m: 45,68 s, 28. Juni 2014, Medellín